# Brookville (Pennsylvanie)
Pour les articles homonymes, voir Brookville.
Le borough de Brookville est le siège du comté de Jefferson, situé en Pennsylvanie, aux États-Unis. Sa population s’élevait à 3 924 habitants lors du recensement de 2010, estimée à 3 822 habitants en 2017.

## Source
- (en) Cet article est partiellement ou en totalité issu de l’article de Wikipédia en anglais intitulé « Brookville, Pennsylvania » (voir la liste des auteurs).